# Списак епизода серије Ригл акедеми

Ригл акедеми или Краљевска академија (енгл. Regal Academy) италијанска је анимирана серија. У Србији, Црној Гори, Босни и Херцеговини и Северној Македонији се приказује на Никелодиону, синхронизована на српски језик. Српску синхронизацију је радио студио Голд диги нет.

## Преглед серије
| Сезона | Сезона | Епизоде | Премијерно приказивање (ИТА) | Премијерно приказивање (ИТА) | Премијерно приказивање (САД) | Премијерно приказивање (САД) | Премијерно приказивање (СРБ) | Премијерно приказивање (СРБ) |
| Сезона | Сезона | Епизоде | Прва епизода                 | Последња епизода             | Прва епизода                 | Последња епизода             | Прва епизода                 | Последња епизода             |
| ------ | ------ | ------- | ---------------------------- | ---------------------------- | ---------------------------- | ---------------------------- | ---------------------------- | ---------------------------- |
|        | 1      | 26      | 21. мај 2016.                | 15. новембар 2016.           | 13. август 2016.             | 29. април 2017.              | 15. март 2017.               | 20. август 2017.             |
|        | 2      | 26      | 28. новембар 2017.           | 2018.                        | 5. новембар 2017.            | 27. мај 2018.                | 6. мај 2018.                 | 9. септембар 2018.           |

## Епизоде

### 1. сезона
| Бр. у серији | Бр. у сезони | Наслов                                                                | Емитовање (Италија) | Емитовање (САД)     | Емитовање (Србија) | Прод. код |
| ------------ | ------------ | --------------------------------------------------------------------- | ------------------- | ------------------- | ------------------ | --------- |
| 1            | 1            | Школа бајки La scuola delle favole                                    | 21. мај 2016.       | 13. август 2016.    | 15. март 2017.     | 101       |
| 2            | 2            | Велика трка змајева La grande corsa dei draghi                        | 21. мај 2016.       | 20. август 2016.    | 2. април 2017.     | 102       |
| 3            | 3            | Лабуд у мочварном језеру Un cigno nella palude                        | 22. мај 2016.       | 27. август 2016.    | 9. април 2017.     | 103       |
| 4            | 4            | Асторија и стабљика пасуља Astoria e la pianta di fagiolo             | 22. мај 2016.       | 3. септембар 2016.  | 9. април 2017.     | 104       |
| 5            | 5            | Венчање из бајке Un matrimonio da favola                              | 27. мај 2016.       | 10. септембар 2016. | 16. април 2017.    | 105       |
| 6            | 6            | Загонетка у Пепељугином дворцу Mistero al castello di Cenerentola     | 28. мај 2016.       | 8. октобар 2016.    | 16. април 2017.    | 106       |
| 7            | 7            | Унука принцезе на зрну грашка La nipote della principessa sul pisello | 17. септембар 2016. | 1. октобар 2016.    | 23. април 2017.    | 107       |
| 8            | 8            | Освета La vendetta                                                    | 18. септембар 2016. | 24. септембар 2016. | 23. април 2017.    | 108       |
| 9            | 9            | Напад вештице с колачићима L'attacco della strega Zenzero             | 19. септембар 2016. | 22. октобар 2016.   | 30. април 2017.    | 109       |
| 10           | 10           | Роузина колекција бајки La collezione da favola di Rose               | 20. септембар 2016. | 15. октобар 2016.   | 30. април 2017.    | 110       |
| 11           | 11           | Велики пад злог вука Il ritorno del lupo cattivo                      | 21. септембар 2016. | 29. октобар 2016.   | 7. мај 2017.       | 111       |
| 12           | 12           | Велики пад злог вука Zucche e draghi                                  | 22. септембар 2016. | 5. новембар 2016.   | 7. мај 2017.       | 112       |
| 13           | 13           | Велики бал Il grande ballo                                            | 23. септембар 2016. | 12. новембар 2016.  | 14. мај 2017.      | 113       |
| 14           | 14           | Легендарна гвоздена лепеза Ventaglio di ferro                         | 20. октобар 2016.   | 14. јануар 2017.    | 9. јул 2017.       | 114       |
| 15           | 15           | Роуз и краљ змајева Rose e il re dei draghi                           | 21. октобар 2016.   | 21. јануар 2017.    | 9. јул 2017.       | 115       |
| 16           | 16           | Песма морске вештице La canzone della strega del mare                 | 22. октобар 2016.   | 28. јануар 2017.    | 16. јул 2017.      | 116       |
| 17           | 17           | Хок и отровне јабуке Hawk e le mele avvelenate                        | 23. октобар 2016.   | 4. фебруар 2017.    | 16. јул 2017.      | 117       |
| 18           | 18           | Бајке на Земљи Favole sulla Terra                                     | 23. октобар 2016.   | 11. фебруар 2017.   | 23. јул 2017.      | 118       |
| 19           | 19           | Клетва косе La Maledizione del Capelli                                | 12. новембар 2016.  | 25. фебруар 2017.   | 23. јул 2017.      | 119       |
| 20           | 20           | Дан родитеља La Giornata del Genitori                                 | 12. новембар 2016.  | 4. март 2017.       | 30. јул 2017.      | 120       |
| 21           | 21           | Чаролија мајмуна Magia Scimmiesca                                     | 13. новембар 2016.  | 18. март 2017.      | 30. јул 2017.      | 121       |
| 22           | 22           | Цветопокалипса Il festival dei fiori                                  | 24. октобар 2016.   | 25. март 2017.      | 6. август 2017.    | 122       |
| 23           | 23           | Лабуђи плес са звездама Danza al Chiaro di Luna                       | 14. новембар 2016.  | 8. април 2017.      | 6. август 2017.    | 123       |
| 24           | 24           | TBA Il Duello del Draghi                                              | 14. новембар 2016.  | 15. април 2017.     | 13. август 2017.   | 124       |
| 25           | 25           | TBA La Caduta del Guardiani                                           | 15. новембар 2016.  | 22. април 2017.     | 13. август 2017.   | 125       |
| 26           | 26           | TBA La Terribile Vicky                                                | 15. новембар 2016.  | 29. април 2017.     | 20. август 2017.   | 126       |

### 2. сезона
| Бр. у серији | Бр. у сезони | Наслов                                                   | Емитовање (Италија) | Емитовање (САД)    | Емитовање (Србија) | Прод. код |
| ------------ | ------------ | -------------------------------------------------------- | ------------------- | ------------------ | ------------------ | --------- |
| 27           | 1            | Помпомови! PomPom!                                       | 28. новембар 2017.  | 5. новембар 2017.  | 6. мај 2018.       | 201       |
| 28           | 2            | Лепотица и звер La bella è la bestia                     | 29. новембар 2017.  | 12. новембар 2017. | 6. мај 2018.       | 202       |
| 29           | 3            | Вашар чаролије La fiera della magia                      | 30. новембар 2017.  | 19. новембар 2017. | 13. мај 2018.      | 203       |
| 30           | 4            | Збрка са огледалима Specchi impazziti                    | 1. децембар 2017.   | 3. децембар 2017.  | 13. мај 2018.      | 204       |
| 31           | 5            | Џинова жена La moglie del Gigante                        | 2. децембар 2017.   | 10. децембар 2017. | 20. мај 2018.      | 205       |
| 32           | 6            | Потрага за Пиноччиом Alla ricerca di Pinocchio           | 3. децембар 2017.   | 17. децембар 2017. | 20. мај 2018.      | 206       |
| 33           | 7            | Жаба слоћа La rana cattiva                               | 4. децембар 2017.   | 7. јануар 2018.    | 27. мај 2018.      | 207       |
| 34           | 8            | У зачараној шуми Nella foresta incantata                 | 5. децембар 2017.   | 14. јануар 2018.   | 27. мај 2018.      | 208       |
| 35           | 9            | Бал под маскама Il ballo in maschera                     | 6. децембар 2017.   | 21. јануар 2018.   | 3. јун 2018.       | 209       |
| 36           | 10           | Ратник са сенке Il guerriero ombra                       | 7. децембар 2017.   | 28. јануар 2018.   | 3. јун 2018.       | 210       |
| 37           | 11           | Принчевско такмиченје La gara dei principi               | 8. децембар 2017.   | 4. фебруар 2018.   | 10. јун 2018.      | 211       |
| 38           | 12           | Мрачни змај Il Nerodrago                                 | 9. децембар 2017.   | 11. фебруар 2018.  | 10. јун 2018.      | 212       |
| 39           | 13           | Дан у Мерлиновој академији Un giorno alla Merlin Academy | 10. децембар 2017.  | 18. фебруар 2018.  | 17. јун 2018.      | 213       |
| 40           | 14           | Ригл парада La parata regale                             | 26. септембар 2018. | 25. фебруар 2018.  | 29. јул 2018.      | 214       |
| 41           | 15           | Сиренина прича Un'avventura da sirena                    | 27. септембар 2018. | 4. март 2018.      | 29. јул 2018.      | 215       |
| 42           | 16           | Преночиште Festa addormentata                            | 28. септембар 2018. | 11. март 2018.     | 5. август 2018.    | 216       |
| 43           | 17           | Тест куле La sfida della torre                           | 29. септембар 2018. | 18. март 2018.     | 5. август 2018.    | 217       |
| 44           | 18           | Претварајућа вештица La strega mutaforma                 | 30. септембар 2018. | 25. март 2018.     | 12. август 2018.   | 218       |
| 45           | 19           | Повратак Руби Il ritorno di Ruby                         | 1. октобар 2018.    | 1. април 2018.     | 12. август 2018.   | 219       |
| 46           | 20           | Венчање Matrimonio in arrivo                             | 2. октобар 2018.    | 15. април 2018.    | 19. август 2018.   | 220       |
| 47           | 21           | Ефекат по ноћи L'effetto della mezzanotte                | 3. октобар 2018.    | 22. април 2018.    | 19. август 2018.   | 221       |
| 48           | 22           | Божић у земљи бајки Natale nella terra delle favole      | 4. октобар 2018.    | 29. април 2018.    | 26. август 2018.   | 222       |
| 49           | 23           | Чаролија дуге L'arcobaleno magico                        | 5. октобар 2018.    | 6. мај 2018.       | 26. август 2018.   | 223       |